# Comité départemental de libération de la Mayenne
Le Comité départemental de libération de la Mayenne (ou CDL) est une structure de la résistance intérieure française, attachée au département de la Mayenne.
Dans chaque département français, la résistance a été unifiée en 1944 autour de deux structures :
- une structure de résistance militaire : les Forces françaises de l'intérieur (FFI) ;
- une structure de résistance civile : le comité départemental de libération (CDL), propre à ce département.

Dès le milieu de l’année 1943, les MUR (Mouvements unis de la Résistance) et les Forces françaises libres (FFL) sous l’autorité du général de Gaulle, souhaitent donner une représentation politique aux forces combattantes en France. Ainsi se développent des CDL. Le gouvernement d'Alger (CFLN) appuie la constitution des CDL et les légalise par l'ordonnance d'Alger du 21 avril 1944 portant organisation des pouvoirs publics en France. Ils doivent regrouper toutes les forces politiques et sociales locales. Leur mise en place sera souvent difficile du fait des rivalités politiques. En Mayenne, il est toutefois initié de façon clandestine dès 1943, et actif à la Libération, malgré la déportation de plusieurs de ses premiers membres clandestins.

## Historique

### Origine
Quatre Lavallois participent début 1942 à la naissance du groupe de résistance Indépendants de la Mayenne: Pierre Coste, René Hardy, Guérin, le docteur Bernard Queinnec. Il s'agit des premières bases du CDL. Ils veulent affermir et développer autour d'eux l'esprit d'opposition, préparer les cadres et les troupes qui au jour J, prendront une part à la Libération.
Pierre Costes est le premier président. Ce groupe fusionne au printemps 1943 avec Libération-Nord. Le but du groupe initial est de renforcer leur équipe. Il s'agit pour eux de toucher des milieux plus nombreux et plus divers.

### 1erCDL clandestin
Au groupe initial, s'adjoignent donc Pierre Busquet de Caumont, Louis Verger, le lieutenant Guenier et Planchais.
En janvier 1944, deux personnalités viennent compléter le noyau actif du CDL clandestin : Francis Le Basser, et Jean Taslé, membre du Noyautage des Administrations Publiques. Autour de ces 10 personnes se sont groupés 15 à 20 autres personnalités à qui certaines charges avait été confiées.

### Chute du1erCDL clandestin
Dans une période allant de février au 3 mai 1944, et notamment lors du coup de filet de la journée du 1er mai, la majorité des membres du CDL noyau actif et autres sont arrêtés par la Gestapo. De ce fait, le CDL se trouve complètement détruit, les quatre ou cinq personnes qui ont pu échapper à la police allemande ayant pris le maquis. Ainsi, en mai 1944, le CDL clandestin était décapité ; ceux qui en étaient les principaux membres étaient emprisonnés ou neutralisés. La plupart des responsables sont déportés, leurs parents internés.
Pierre Coste, premier président du CDL clandestin est arrêté début janvier 1944 et libéré le mois suivant. À la fin de mars, les arrestations du docteur Bernard Queinnec et de René Hardy désorganisent le CDL dont il abandonne la direction. Pierre Coste reviendra, en 1945, du camp de Dachau, que dans le plus lamentable état physique…
À la suite du coup de filet allemand du 1er mai 1944, auquel il avait pu échapper Elisée Mautaint avait dû s'éloigner précipitamment, et prendre le maquis. Mais sa femme, et sa belle-sœur furent à sa place incarcérées à Angers par la police allemande.

### Le2eCDL
Robert Dupérier est désigné par le gouvernement provisoire, comme préfet de la Mayenne, où il arrive clandestinement au début de juin 1944, comme chargé de constituer un nouveau CDL en cherchant à avoir contact avec Elisée Mautaint, alors dans le maquis, et qui à partir de mi-juin est caché avec l'aide de Jean Niobé à Craon.
Pourvu d'un certificat médical de complaisance, il circule librement sous son vrai nom, comme réfugié parisien en convalescence. D'abord accueilli à Château-Gontier dans des familles amies du Groupe de résistance de Château-Gontier, il s'installe en juin 1944 à la suite des bombardements à la limite entre Loigné-sur-Mayenne et Saint-Sulpice. Marc Valée indique aussi dans son ouvrage, qu'il est en alors en compagnie de Pierre Boursicot. Il vit en Parisien venu prendre un peu de repos, il dirige les opérations parcourant le pays à bicyclette.
Il confie au Docteur Paul Mer, condamné à 8 mois de prison par la justice allemande et donc des plus suspects à la Gestapo, la mission de grouper les hommes qui composeront le deuxième CDL. Cette tâche délicate va s'effectuer au cours des mois de juin et de juillet 1944. Dupérier et Mer se tenant en étroit contact avec Elisée Mautaint, membre actif de la Résistance dans le sud de la Mayenne, et André Counord, à Villiers-Charlemagne. Mautaint et Mer étaient politiquement, socialement, de milieux différents de façon à former un CDL quasi unanime concernant sa création et sa composition initiale.
Au dehors, la Gestapo demeure aux aguets et il faut échapper à ses limiers et à ses indicateurs. Le CDL est constitué comme un Groupe de Résistance : les personnalités qui ont promis leur concours ne se connaissent pas entre elles, et ne sont connues que du préfet Robert Dupérier et du docteur Paul Mer. C'est la meilleure façon d'éviter toute fuite dangereuse. Fin juillet 1944, le Groupe de résistance de Château-Gontier est touché par des premières arrestations de la part des Allemands.
Dans la même période, Étienne de Raulin (Laboureur) se prétend investi de l'autorité civile et militaire par le général Dwight D. Eisenhower pour le département de la Mayenne (Gouvernement militaire de l'armée des États-Unis en France..?). Il entre aussi en contact avec plusieurs résistants : Mautain, Paul Janvier, Jean Séailles. Paul Mer indiquera à Paul Janvier de se méfier de Raulin. Ce dernier tentera après la Libération, avec un groupe armé de destituer le préfet, qui ne se laissera pas impressionner. Ce conflit, provoqué plus par des ambitions personnelles que pour des raisons politiques, est vite aplani par l’État-major FFI et le colonel Claude Jaeger (Michelin) de la Région M (Rennes) qui font nommer de Raulin à l'Assemblée consultative provisoire.

### La Libération
Le 5 août 1944, anticipant l'arrivée de la Libération dans la région, Dupérier quitte Loigné-sur-Mayenne pour se rendre, à bicyclette, à Laval pour prendre des nouvelles, et prêt à prendre son poste à l'heure nécessaire. Il est reçu par le docteur Paul Mer qui d'autorité l'hospitalise à la clinique Saint-François.
Le 6 août 1944, lors de la Libération de Laval, le second CDL sort de la clandestinité. Les trois membres dirigeants résidant à Laval, MM. Ameline, Duhot et Gougeon rejoignent à la clinique Saint-François le docteur Mer qui les présente à Dupérier. Ensemble, ils se rendent à l'hospice Saint-Louis, puis à l'hôtel de ville de Laval où ils prennent contact avec Adolphe Beck, maire de Laval, et Paul Richaud, évêque du Diocèse de Laval. Quelques instants plus tard, ils sont rejoints par le capitaine Henri de Mollans. Dans la journée, une voiture amena depuis Craon le docteur Simon Faligant, Élisée Mautaint et Jean Niobé jusqu’à l’hôtel de ville de Laval où ils retrouvèrent le préfet Duperier et le docteur Paul Mer. C'est le point de rendez-vous du futur CDL officiel.
À 19h, Dupérier prend en compagnie du docteur Mer et M. Duhot place à la Préfecture à 19h où il n'y a aucune opposition de l’ancien préfet, M. Vabre, nommé par le gouvernement de Vichy. Le CDL et le nouveau préfet reçoivent aussi l'agrément du Counter Intelligence Corps américain, chargé de prendre possession des prises de guerre et de régler les dossiers des Vichystes notoires.
Le lendemain, Dupérier et le nouveau CDL tiennent leur première réunion officielle. Yves Jullien reprend ses fonctions comme secrétaire général de la préfecture. Louis Verger, membre du 1er CDL clandestin est tout d'abord chef de cabinet du nouveau préfet, avant d'être nommé le 20 septembre sous-préfet de Château-Gontier à l'âge de 23 ans. En octobre, le directeur de l'école des garçons d'Entrammes Yves Le Carbont devient sous-préfet de Dinan.

## Composition du CDL
Le CDL qui se réunit le 7 août 1944 est d'abord restreint : 18 membres tous choisis par le président Paul Mer, et exclusivement du Centre et du Sud du département, sans représenter le Nord alors que des maquis y sont solidement implémentés en dehors de Paul Janvier et Louis Barazer.

### Membres
Pour des raisons politiques, afin de se mettre en harmonie avec le Conseil National de la Résistance, le CDL de la Mayenne s'étoffe très vite et compte 23 membres le 10 novembre 1944.

### Président du CDL
| Portrait | Fonction  | Nom | Nom      | Profession | Mouvement de résistance-Tendance politique | Date d'entrée |
| -------- | --------- | --- | -------- | ---------- | ------------------------------------------ | ------------- |
|          | Président |     | Paul Mer | chirurgien | Défense de la France-(droite)              | 07/08/1944    |

### Vice-présidents
| Portrait | Fonction       | Nom | Nom              | Profession        | Mouvement de résistance-Tendance politique | Date d'entrée                                                                                    |
| -------- | -------------- | --- | ---------------- | ----------------- | --- | ------------------------------------------------------------------------------------------------ |
|          | Vice-Président |     | André Gougeon    | ancien professeur | (gauche), démissionne le 12 octobre 1945 jugeant l'action du Conseil National de la Résistance comme une action politique dirigée contre le général Charles de Gaulle. | 07/08/1944                                                                                       |
|          | Vice-Président |     | Bernard Queinnec | docteur           | Libération-Nord-(droite)-1er CDL clandestin | Détenu par la Gestapo depuis mars 1944. S'évade fin août 1944. Retour à Laval en septembre 1944. |
|          | Vice-Président |     | François Ameline | notaire           | Libération-Nord-(gauche) | 07/08/1944                                                                                       |

### Secrétaire
| Portrait | Fonction   | Nom | Nom            | Profession | Mouvement de résistance-Tendance politique | Date d'entrée |
| -------- | ---------- | --- | -------------- | ---------- | ------------------------------------------ | ------------- |
|          | Secrétaire |     | Georges Behier | libraire   |                                            | 07/08/1944    |

### Membres
| Portrait | Fonction | Nom | Nom                       | Profession | Mouvement de résistance-Tendance politique | Date d'entrée |
| -------- | -------- | --- | ------------------------- | --- | --- | --- |
|          | Membre   |     | Jean Primet               | instituteur | Front national-(communiste) | 07/08/1944 |
|          | Membre   |     | Elisée Mautaint           | instituteur | Libération-Nord-(socialiste), membre du 1er CDL clandestin, démissionne pour laisser la place aux déportés                                                        | 07/08/1944 |
|          | Membre   |     | Ferdinand Duhot           | industriel | (droite), démissionne le 19 juillet 1945 jugeant le CDL comme ayant failli à sa mission, les affaires les plus importantes de l'épuration n'ayant pas été jugées. | 07/08/1944 |
|          | Membre   |     | Louis Buisson             | docteur | (centre-avant guerre) | 07/08/1944 |
|          | Membre   |     | Gustave Drou              | agriculteur | (droite) | semble être membre depuis septembre 1944, il semble avoir remplacé Auguste Couillard, comme représentant agricole. |
|          | Membre   |     | Paul Janvier              | docteur | Organisation civile et militaire-(centre gauche) | 07/08/1944 |
|          | Membre   |     | André Château             | commerçant | Alliance-(parti radical) | 07/08/1944 |
|          | Membre   |     | Camille Lhuissier         | instituteur | Libération-Nord-(socialiste) | 07/08/1944 |
|          | Membre   |     | Charles Mille             | agriculteur, ancien conseiller général du canton d'Évron                                                                    | (parti radical) | 07/08/1944 |
|          | Membre   |     | Auguste Couillard         | agriculteur | Syndicat des Agriculteurs de la Mayenne | 07/08/1944 - ne semble plus être membre au 8 octobre 1944, il semble avoir été remplacé par Gustave Drou.          |
|          | Membre   |     | Jean de Sèze              | ingénieur | | 07/08/1944 |
|          | Membre   |     | Auguste Beuneux           | instituteur | Libération-Nord-CGT résistante | 07/08/1944 |
|          | Membre   |     | Simon Faligand            | docteur | (droite) | 07/08/1944 |
|          | Membre   |     | Louis Barazer             | docteur, médecin des PTT, ancien conseiller général du Canton de Villaines-la-Juhel, nommé conseiller départemental en 1943 | (radical) | 07/08/1944 |
|          | Membre   |     | Henri de Mollans          | assureur, capitaine de l'armée                                                                                              | Libération-Nord-1er CDL clandestin, démissionne pour partir à l'armée                                                                                             | 07/08/1944 |
|          | Membre   |     | Joseph Brochard           | horticulteur-paysagiste | Organisation civile et militaire-(gauche) | |
|          | Membre   |     | Louis Dufrenoy            | | (communiste) | 19/10/1944 |
|          | Membre   |     | Abbé Seigneur             | | (Jeune République) | |
|          | Membre   |     | Roland Forveille          | | (Parti démocrate populaire) | |
|          | Membre   |     | Pierre Busquet de Caumont | militaire | Membre du 1er CDL clandestin, démissionne pour partir à l'armée                                                                                                   | 07/08/1944 |

Du 10 novembre 1944 jusqu'en octobre 1945, le CDL s'étoffe et se modifie pour plusieurs raisons :
- départ à l'armée
- démissions motivées
- retour de 6 prisonniers et déportés du 1er CDL clandestin
- admission des femmes

Le nombre est alors porté à 30.
| Portrait | Fonction | Nom | Nom               | Profession                                                      | Mouvement de résistance-Tendance politique | Date d'entrée  |
| -------- | -------- | --- | ----------------- | --------------------------------------------------------------- | --- | -------------- |
|          | Membre   |     | Mme Pierre Coste  | femme du 1er président du CDL Clandestin, déporté               | | 13/12/1944     |
|          | Membre   |     | Melle Chapeau     |                                                                 | Union des Femmes françaises-(communiste) | 25/04/1945     |
|          | Membre   |     | Francis Le Basser | chirurgien, membre du 1er CDL clandestin, retour de déportation | (radical indépendant) | Après mai 1945 |
|          | Membre   |     | Taburet           |                                                                 | membre du 1er CDL clandestin, retour de déportation | Après mai 1945 |
|          | Membre   |     | Jean-Marie Taslé  |                                                                 | membre du 1er CDL clandestin, retour de déportation | Après mai 1945 |
|          | Membre   |     | René Hardy        |                                                                 | membre du 1er CDL clandestin, retour de déportation | Après mai 1945 |
|          | Membre   |     | Jean Hunault      |                                                                 | membre du 1er CDL clandestin, retour de déportation | Après mai 1945 |
|          | Membre   |     | Ludovic Hay       |                                                                 | membre du 1er CDL clandestin, retour de déportation | Après mai 1945 |
|          | Membre   |     | Albert Ravé       | instituteur                                                     | FTPF, démissionne le 06/04/1945 jugeant que le général de Gaulle s'écarterait trop du Conseil National de la Résistance et se compromettrait avec des éléments vichyssois, rendant les CDL impuissants vis-à-vis d'une justice indulgente, sous la pression du gouvernement. |                |

### Composition
La composition socio-professionnelle le rend fort peu représentatif de la population du département avec une forte proportion de médecins, et d'instituteurs. La composition par sexe et par âge révèle un CDL initialement exclusivement masculin, et assez âgé. La composition politique témoigne d'un savant dosage entre les exigences liées au Conseil National de la Résistance et les réalités locales. Le président du CDL désigné par le préfet est de droite : le docteur Paul Mer, personnalité non contestée, de sensibilité gaulliste, et possédant un réel talent de médiateur.
Le CDL est composé des principaux mouvements de la Résistance française ayant agi en Mayenne. Il refuse toutefois ceux des mouvements qui n'ont pas agi localement comme Vengeance ou encore Forces unies de la jeunesse patriotique. L'évêque de Laval, Paul Richaud ne souhaite pas voir de prêtres, qui furent sollicités, membres du CDL. L'abbé Seigneur sera donc une exception.
À la libération, Paul Richaud figurait sur la liste des prélats à épurer, et avait été sauvé par le R.P. Michel Riquet. Le CDL montrera le souci constant d'entretenir des bonnes relations avec l'évêque et demandera plusieurs fois l'avis de celui-ci, en particulier lors de la rédaction des cahiers de doléances des Etats Généraux de la Renaissance Française.
Henri Ledru, président du Comité départemental de libération de la Sarthe est critique dans une lettre du 6 novembre 1944, concernant la composition du CDL : Peu de groupements effectifs étaient représentés au sein de votre CDL, ce qui est un fait qui ne peut être contesté. Il appelle à modifier le CDL pour satisfaire l'opinion publique et ne pas blesser dans leurs sentiments patriotiques les quelques hommes de bonne volonté qui furent de véritables résistants d'avant la Libération.

### Commissions
Le 22 août, le Comité départemental de libération de la Mayenne compose ses commissions.
- 1. Pour le commerce et l'industrie : MM. Behier et Duhot.
- 2. Pour l'agriculture : MM. Mille et Couillard.
- 3. Pour la presse et l'information, ce sont le notaire de Saint-Ouen-des-Toits Me Ameline et la capitaine Henri de Mollans. Le technicien choisi pour les accompagner est Roger Bignon, le rédacteur en chef du journal Le Courrier du Maine pendant l'Occupation.
- 4. Pour les finances : MM. Janvier et Barazer.
- 5. Pour l'épuration et la sécurité publique : MM. Mer, Gougeon et Primet.
- 6. Pour les transports et la communication : MM. de Seze, et de Caumont.
- 7. Pour le ravitaillement général et le rationnement : MM. Mautaint et Faligant.
- 8. Pour le travail et les questions sociales : MM. Lhuissier et Beuneux.
- 9. Pour l'hygiène et la santé publique : MM. Buisson et Château.

## Fonctionnement du CDL
Une fois l’insurrection contre l’occupant allemand terminée, le GPRF voulait cantonner les CDL à un rôle consultatif. L’ordonnance du 21 avril précise que les CDL devaient disparaître après les élections cantonales et donc la désignation des Conseils généraux.
Le CDL de la Mayenne n'a pas été à ce titre un contre-pouvoir local mais un auxiliaire du nouveau pouvoir républicain. Il est classifié comme obéissant par Charles-Louis Foulon, et son activité se place sous le signe de l'entente, voire la soumissions aux autorités supérieures : préfet du département, commissaires de la République à Angers : Michel Debré, puis Alain Savary.
Le CDL fera par exemple son mea culpa en rétropédalant sur la création d'une commission pour créer des Milices patriotiques qui n'existaient pas dans le département, ou encore sur la création d'une commission militaire, peu appréciée de la part des autorités militaires. C'est le préfet, qui malgré l'esprit conciliant du CDL, qui fait preuve d'autorité supérieure et revendique toujours la responsabilité.
Parallèlement au CDL ont été créés des comités locaux de libération (CLL), des comité cantonaux de libération. La plupart des CLL ne voient le jour qu'après la Libération. On va y retrouver de façon officielle le même aspect consultatif que le CLD. Par exemple, le CLL d'Ernée est annoncé dans Le Courrier du Maine le 24 septembre 1944. On y trouve par exemple René Ballayer, futur président du Conseil général de la Mayenne, ou encore René Justin, ou Joseph Hatte, ou quelques membres du Groupe de Résistance d'Ernée. Camille Hermange sera membre du CLL de Sainte-Suzanne, René Bussinger, membre du Groupe des résistants d'Evron, membre du CLL d'Evron.

CLL Ernée - septembre 1944
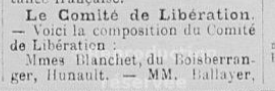
24/09/1944.
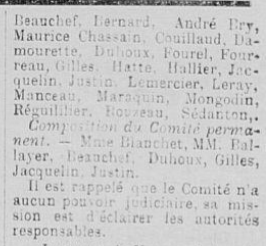
24/09/1944.

En Mayenne, au 17 novembre 1944, il n'existe que 22 CLL représentant 24 cantons sur 27. Ces derniers dépendent du CDL de leur département. Les localités où existent des CLL sont : Laval, Mayenne, Evron, Villaines, Ernée, Fougerolles, Ambrières, Renazé, Château-Gontier, Port-Bsrillet, Saint-Denis-d'Anjou, Congrier, Bouère, Grez-en-Bouère, Sainte-Suzanne, et Bierné. Le CDL entretient avec les CLL des relations régulières, étroites et courtoises, en particulier au cours des deux congrès des CLL organisés en janvier et mars 1945. Néanmoins, les CLL sont composés de résistants de terrain, plus politisés dès l'origine que le CDL, sous l'effet d'un certain noyautage effectué par le PCF. La plupart des CLL n'ont vu le jour que plus tard que la Libération. Un décalage certain existe entre les préoccupations des responsables du CDL et des CLL et celle de la masse des Mayennais, comme l'attestera la phase de préparations des Etats Généraux de la Renaissance Nationale. Certains CLL déploreront parfois même l'hostilité de la population. La question de la place des Résistants dans les conseils, ainsi que les problèmes de stratégie des hommes et des partis seront soulevés à l'occasion des élections de 1945.

## Epuration
Le CDL possède une commission d'épuration, et prépare les dossiers en vue du passage ou pas des collaborateurs présumés devant les cours de justice. Il y a plusieurs types d'épurations : épuration financière, épuration économique, épuration politique, épuration dans les administrations, épuration de la presse.
Paul Janvier indique dans son ouvrage la prudence que le CDL de la Mayenne ne manqua jamais d'appliquer. Il cite son expérience personnelle où membre du CDL, une demande provenant du CDL du Nord (Lille), signée d'un collaborateur, demandait son arrestation comme pillard de la région de Bais. Elle montrait pour lui le danger des injustices qui pouvaient être commises et combien il fallait être prudent dans les jugements portés. Henri Ledru, président du Comité départemental de libération de la Sarthe est plus critique dans une lettre du 6 novembre 1944, Je m'étonne du peu de dynamisme déployé dans votre département (et je crois que la Mayenne fait partie intégrante de la France) eu égard à l'épuration.

### Les administrations
Dans les régions récemment libérées, comme la Mayenne, le CDL assume uniquement une représentation de la Résistance, et émet par exemple des aspects consultatifs pour la préfecture concernant les conseils municipaux. L'épuration des conseils municipaux est la tâche majeure du CDL depuis la Libération.
En septembre 1944, à la suite des Ordonnances du Gouvernement provisoire de la République française relatives à l'épuration en date du 26 juin, le CDL de la Mayenne propose le nom de 40 jurés pour siéger au besoin à la Cour de justice établie à Angers.
Le 4 septembre, par arrêté et par avis consultatif du CDL, le préfet fixe la composition du conseil municipal de Laval. Il en est de même ensuite pour la ville de Mayenne qui génère une opposition, et où le préfet réaffirme son autorité de décision.

Les compositions des conseils municipaux
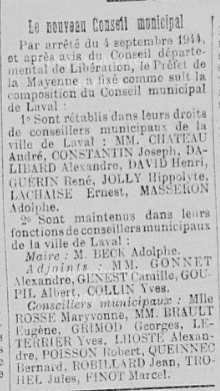
10/09/1944
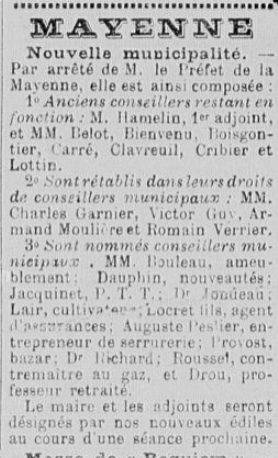
17/09/1944
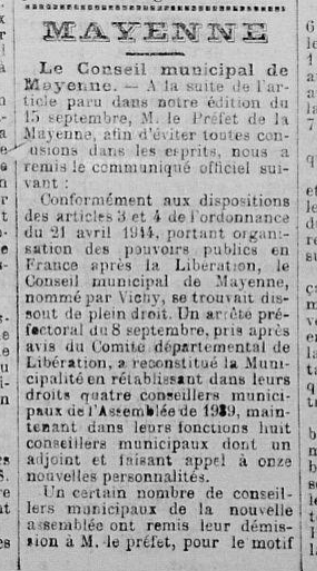
24/09/1944
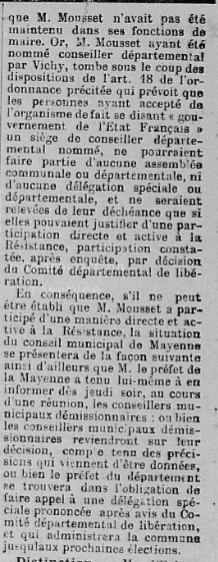
24/09/1944

Le bilan du CDL de la Mayenne est plutôt modéré. A la date du 8 novembre 1944, 135 conseils municipaux sur 260 (pour un total de 276 communes dans le département) ont été maintenus intégralement. 65 maires sont relevés de leurs fonctions, mais 30 à 32 seulement sont éliminés, les autres étant maintenus conseillers municipaux. Dans les 3 villes importantes du département, seul le maire de Laval reste à son poste. Quatre conseillers généraux sont déchus à la suite de l'article 18 de l'Ordonnance portant organisation des pouvoirs publics en France après la Libération, et trois dont la révocation a été proposée en février 1945 au ministère de l'Intérieur. Sur les parlementaires, 2 sénateurs et 3 députés sont déclarés inéligibles (article 18 de l'Ordonnance portant organisation des pouvoirs publics en France après la Libération).

### La presse

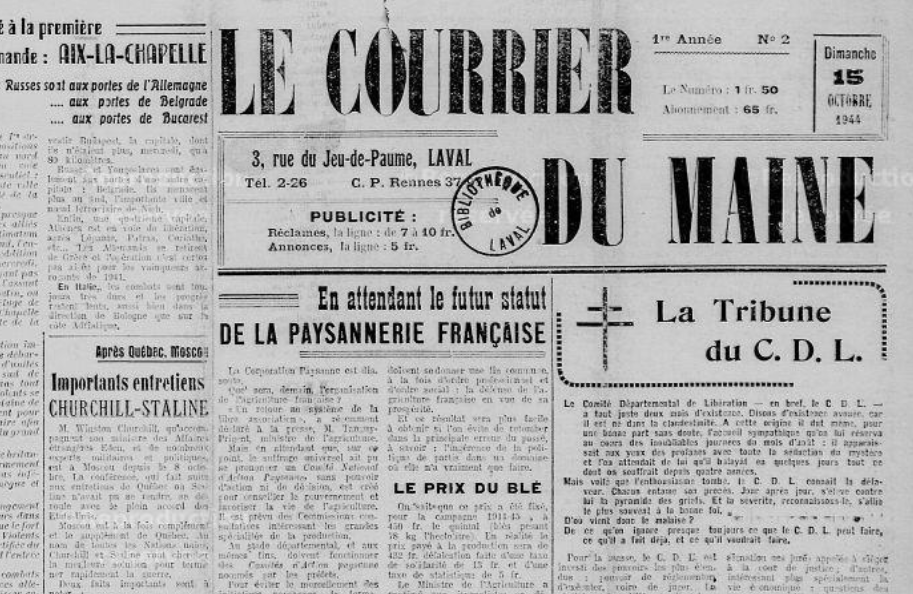
Le Courrier du Maine - 15/10/1944

Concernant la presse, contrairement aux autres trois journaux qui avaient continués à paraître en Mayenne, Le Courrier du Maine n'est pas interdit pour collaboration, ce qui reste un cas à peu près unique en France. Ce journal, dont le titre se transforme en Courrier de la Mayenne deviendra l'organe quasi officiel du CDL.

### L'agriculture
Une ordonnance du 26 juillet 1944 déclare rétablis dans leur fonctionnement les organismes transformés fusionnés ou disparus en vertu de la loi du 2 décembre 1940, relative à la Corporation paysanne, mise en place par le Régime de Vichy, dans le cadre de la politique du Retour à la terre. Les syndicats agricoles et les coopératives retrouvent donc leur liberté d'action, après avoir adhéré en Mayenne à une Fédération départementale, ils doivent pouvoir être reconstitué, ou pouvoir continuer leur activité. Le Comité départemental de la Production Agricole, prévu par la même ordonnance est alors proposé par le CDL sur la base de trois listes : la première, présentée par le Directeur des Services agricoles qui n'est pas retenue ; l'autre par M. Mille, représentant agricole au CDL ; et la dernière par M. Drou, lui aussi représentant agricole au CDL. Le Syndicat des Agriculteurs de la Mayenne reproche à l'option Drou une défense de l'esprit de la Corporation dissoute et appelle le CDL et le préfet à autoriser la parution de l' Agriculteur de la Mayenne. Le CDL et le préfet indiquent que le journal agricole autorisé dans le département soit celui du Comité de la Production Agricole.
Le 19 novembre 1944, la liquidation de la Corporation paysanne est actée. Le Comité départemental provisioire d'action agricole (CDAA) (ordonnance du 12 octobre 1944) doit proposer aux préfets et au ministre de l'agriculture de jeter les bases d'une nouvelle organisation agricole. Elle est constituée en Mayenne de 3 fermiers, 2 métayers, 2 propriétaires exploitants, et de 3 techniciens. On retrouve au CDAA, Joseph Hatte, qui sera premier président de la FDSEA en 1946, et Isidore Pasquier fils. Les membres du CDAA ont été désignés par le préfet, après avis consultatif du CDL. Le 8 décembre 1944, le journal L'Avenir agricole de la Mayenne. Il est publié en continuation de L'Agriculteur de la Mayenne, l'organe du Syndicat départemental des agriculteurs de la Mayenne, qui avait cessé de paraître en 1941 pour laisser place au journal corporatiste Le Paysan de la Mayenne.

### Les syndicats
La Charte du Travail institué par le régime de Vichy est abolie par une ordonnance du Gouvernement provisoire de la République française datée du 27 juillet 1944. La Commission tripartite interprofessionnelle de la Mayenne qui avait été mise en place dans le but de créer des Comités Sociaux d'Entreprise et de veiller à l'application méthodique de la Charte du Travail n'a plus de validité légale. Le délégué local était Louis Coulange, secrétaire départemental de l'UD-CGT depuis 1926. En raison de son activité, il est mis à la retraite de la SNCF et exclus de la Confédération générale du travail, où il est remplacé par Auguste Beuneux, membre du CDL pour la CGT-Clandestinemalgré les témoignages de plusieurs personnes qu’il avait aidé à échapper au STO.

### Les entreprises

#### Établissements Borel
À la Libération de la France, Vincent André doit rendre des comptes au Comité départemental de libération de la Mayenne (CDL), pour ses actes de collaboration avec l'ennemi. Il est arrêté le 17 septembre 1944 à la demande du CDL de la Mayenne, et interné. Transféré par le Service de Sécurité Militaire à Paris, il est libéré le 21 septembre 1944, et astreint à résidence. Le CDL de la Mayenne proteste en déclarant que ce Service n'a pas de compétences judiciares, et fait de nouveau arrêter André le 12 novembre 1944 par la brigade de police mobile d'Angers. Libéré le 22 décembre 1944, il est de nouveau assigné à résidence. Il est condamné par le Comité départemental de confiscation des profits illicites (CDCPI) avec une condamnation personnelle, et une condamnation pour l'entreprise. André est acquitté devant la Commission d'épuration professionnelle. André va donc effectuer deux séjours en prison, avant d'être finalement blanchi. Le PDG Gabriel Borel se suicide en septembre 1945.
En 1946, le CDL de la Mayenne saisit un juge d'instruction de la Cour de Justice de Paris. André est alors devenu le seul responsable de la firme. On ne lui reproche pas d'avoir travaillé pour les Allemands, mais d'avoir instauré le salaire proportionnel, alors que celui-ci n'existait pas quand l'entreprise travaillait pour la Défense Nationale. Vincent André se défend tout azimuts, et condamner Borel équivaudrait à ruiner l'industrie française.

### Inter-CDL
Il arrive que des membres de CDL d'un autre département soit mis en cause. Ainsi, Yves Lavoquer, membre du Comité départemental de libération des Côtes-du-Nord est mis en cause lors du Congrès National des CDL des 15 et 16 décembre 1944 par les délégués de la Mayenne pour différents faits, dont sa participation à un camp de jeunesse du gouvernement de Vichy à Jublains.

## Les élections de 1945
Le 21 décembre 1944, à l’Assemblée consultative provisoire, Adrien Tixier, ministre de l’intérieur du GPRF demande le maintien des CDL après les élections cantonales, ce qui fut fait. Même si le même Adrien Tixier ne donne aucune suite à l’ordonnance du 21 janvier 1945 sur le statut des CDL.
Le CDL va subsister globalement pendant les 3 élections de 1945 :
- Élections municipales de 1945 dans la Mayenne en avril-mai 1945
- Élections cantonales de 1945 dans la Mayenne en septembre 1945
- Élections constituantes de 1945 dans la Mayenne en octobre 1945

### Les États Generaux (juillet 1945)
Le programme du Conseil National de la Résistance prévoyait des réformes de caractère démocratique dans les domaines politique, économique, social, et culturel. Les CDL étaient appelés à organiser dans le pays une consultation populaire afin d'organiser ces réformes. On a donné à ces consultations le nom d' États Généraux de la Renaissance Nationale, en s'inspirant des États généraux de 1789. Des assemblées se réunirent dans les communes pour mettre au points des cahiers de doléances. Les partis politiques et organisations de la Résistance envoyèrent des délégués qui se retrouvèrent à Paris du 10 au 14 juillet 1945. Le PCF avait fait un gros effort de mobilisation dans tous les départements, y compris celui de la Mayenne, et vit adopter l'essentiel de ses propositions. En Mayenne, la réalisation du cahier départemental de doléances et revendications a été confiée aux 12 membres de la délégation, assistés d'une commission de 10 membres du CDL, sous la présidence de Paul Mer. Une notable partie de la population s'est abstenue de prendre part aux débats auxquels elle était invitée à participer, et d'autre part la composition de la délégation n'est pas le reflet exact de l'opinion prédominante du département - qui est conservatrice. Néanmoins, les suggestions et revendications contenues donnent des indications sur l'état d'esprit des habitants : unanimité sur l'amélioration de la condition sociale, discussions passionnées sur l'école et le problème de l'enseignement sans prise de position nette, en en grande majorité dans le domaine agricole pour la suppression du métayage.

#### Membres
| Portrait | Fonction       | Nom | Nom                 | Profession                                                                     | Mouvement de résistance-Tendance politique            | Date d'entrée |
| -------- | -------------- | --- | ------------------- | ------------------------------------------------------------------------------ | ----------------------------------------------------- | ------------- |
|          | Président      |     | Gaston Magot        | conducteur de travaux du service des lignes des PTT, président du CLL de Laval | PCF                                                   |               |
|          | Vice-président |     | Auguste Beuneux     | instituteur                                                                    | CGT                                                   |               |
|          | Membre         |     | Constant Martinière |                                                                                | SFIO, président du CLL d'Evron                        |               |
|          | Membre         |     | Georges Coupeau     |                                                                                | Démocratie populaire - Vice-président du CLL de Laval |               |
|          | Membre         |     | Linel               |                                                                                | Union démocratique et socialiste de la Résistance     |               |
|          | Membre         |     | Melle Burlot        |                                                                                | Union des Femmes Françaises                           |               |
|          | Membre         |     | Roger Voileau       |                                                                                | UFJP                                                  |               |
|          | Membre         |     | Lepineux            |                                                                                | Libération-Nord                                       |               |
|          | Membre         |     | France Durand       |                                                                                | Mouvement de Libération Nationale                     |               |
|          | Membre         |     | Minni               |                                                                                | CFTC                                                  |               |
|          | Membre         |     | Abbé Poirier        |                                                                                | MRP                                                   |               |

## Fin du CDL
Le CDL en Mayenne va fonctionner jusqu'à la fin de l'année 1945. Officiellement, la dernière séance a lieu le 28 octobre 1945. Un incident éclate néanmoins le 11 décembre 1945, où Francis Le Basser, président du Conseil Général de la Mayenne propose de faire voter le vœu que les CDL de France disparaissent. Le préfet en réponse indique que quel que soit le vœu émis, le CDL a le droit de se réunir. Il est possible que ce vœu soit associé à une certaine hostilité larvée entre les deux chirurgiens Paul Mer et Francis Le Basser.

#### Études locales
- René Hardy, Souvenirs de déportation, 1944-1946, Laval, Imprimerie Madiot, 1959.
- Marc Valée, Cinq années de vie et de guerre en pays mayennais, Château-Gontier, Groupe Iéna, 1962, 414 p.
- Francis Robin, La Mayenne de 1940 à 1944, Occupation, Résistance, Libération, Laval, 1973.
- Robert Buron, La Mayenne et moi, Paris, Ed. Cana, 1978, 150 p.
- Georges Macé (2 volumes), Un département rural de l'Ouest : la Mayenne, Mayenne, J. Floch, 1982, 1011 p.
- Laurent Robène, « La naissance du Courrier de la Mayenne », L'Oribus, no 19,‎ décembre 1985, p. 56-71.
- Georges Audebert, Le fils du maître d'ecole ou l'histoire d'un Tourangeau d'une guerre à l'autre, Paris, Hérault, 1988, 317 p.
- Les pouvoirs à la Libération dans le département de la Mayenne, Archives départementales de la Mayenne, Institut d'histoire du temps présent, mai 1989.